# Menite
Menite (em egípcio: Mnhit) era originalmente uma deusa leoa da guerra cultuada no Reino de Cuxe, que era considerada uma deusa tutelar e do sol.

## Atributos
O nome de Menite significa "aquela que massacra". Acredita-se que tenha origem como deusa do Reino de Cuxe, na Núbia. É sempre retratada como uma leoa com disco solar e um símbolo de ureu. Os textos das tumbas a definiam como divindade tutelar e solar e se sabe que estava dentre os deuses responsáveis pela tutela da realeza. Os egípcios acreditavam que ela avançava à frente dos exércitos e cortava seus inimigos com flechas de fogo, semelhante a outras divindades da guerra.

## Culto
No 3.º nomo do Alto Egito, particularmente em Esna, Menite era tida como esposa de Quenúbis e mãe de Hecá. Por vezes era conhecida por ser a mãe de Xu. No Baixo Egito, seu culto estava associado ao das deusas Uto e Neite. Também foi identificada com outra deusa leoa, Sacmis.